# San Fernando, Chiapas
San Fernando är en ort i Mexiko.   Den ligger i kommunen San Fernando och delstaten Chiapas, i den sydöstra delen av landet, 700 km öster om huvudstaden Mexico City. San Fernando ligger 880 meter över havet och antalet invånare är 9 024.
Terrängen runt San Fernando är kuperad. Runt San Fernando är det ganska tätbefolkat, med 116 invånare per kvadratkilometer. Närmaste större samhälle är Tuxtla Gutiérrez, 16,0 km sydost om San Fernando. I omgivningarna runt San Fernando växer huvudsakligen savannskog.